# American Wedding
American Wedding (titulada American Pie 3: La boda en Hispanoamérica y American Pie 3: ¡Menuda boda! en España) es una película estadounidense de 2003. Es la tercera parte de la saga American Pie. Fue escrita por Adam Herz y dirigido por Jesse Dylan.
La historia tiene como protagonistas a los amigos de las primeras dos películas que se reúnen otra vez, esta vez para celebrar la boda de Jim (Jason Biggs) y Michelle (Alyson Hannigan). La película fue lanzada en los Estados Unidos el 1 de agosto de 2003, y ganó en total $104 millones en los Estados Unidos y $123 millones en todo el mundo con un presupuesto de $55 millones. En la película es notable la ausencia de varios de sus personajes secundarios de los primeros dos films, incluyendo: Oz (Chris Klein), Sherman (Chris Owen), Heather (Mena Suvari), Vicky (Tara Reid), Nadia (Shannon Elizabeth) y Jessica (Natasha Lyonne). Esto es porque los creadores de las películas anteriores observaron que era imposible crear líneas interesantes para todos los personajes principales, con excepción de la historia para Oz, que originalmente iba a ser incluido.

## Argumento
Han pasado tres años desde los acontecimientos de la segunda película. El grupo de amigos ya ha acabado la universidad. Jim Levenstein (Jason Biggs) le pide a su novia, Michelle Flaherty (Alyson Hannigan), casarse con él, tras un embarazoso incidente en un restaurante que incluye una felación debajo de la mesa y el papá de Jim interviniendo en otra experiencia sexual de su hijo. Michelle felizmente acepta.
Cuando los planes comienzan, Jim se preocupa de que la boda será un desastre. Su desagradable amigo Steve Stifler (Seann William Scott), ahora un entrenador de fútbol americano de la vieja escuela de los chicos, se cuela en la fiesta de compromiso de la pareja, y deja caer la torta en sí mismo, mientras todo el mundo está a punto de conocer a los padres de Michelle, Harold y Mary. Uno de los perros de la pareja comienza a lamer la torta en Stifler, y mientras que Jim está tratando de detenerlo, él es atacado por otro perro. Mientras todo esto que está pasando, Harold y Mary ven lo que parece ser Jim y Stifler teniendo relaciones sexuales con sus dos perros, y la pareja se horroriza.
Después de muchas horas de búsqueda, finalmente se decide que el vestido de novia de Michelle lo hará un solo diseñador que trabaja para una tienda, así que Jim, Kevin Myers (Thomas Ian Nicholas) y Paul Finch (Eddie Kaye Thomas), con el molesto de Stifler, se ponen a buscar al fabricante de vestidos. Ellos van a Chicago en busca de "Leslie Sommers", y terminan en un bar gay. Inicialmente, los clientes los echan por el comportamiento homofóbico de Stifler, pero finalmente ellos se ganan su confianza a raíz de una competencia de baile con Bear, un gay de la barra, y Leslie (que en realidad es un hombre) se compromete a hacer el vestido, con Bear, quien también se ofrece para proporcionar estríperes para la despedida de soltero de Jim. Mientras tanto, la hermana menor de Michelle, Candence (January Jones), llega para la boda. Tanto Finch como Stifler se sienten atraídos por ella y, en un esfuerzo por conquistarla, cada uno de ellos intenta adoptar la personalidad del otro y sus modales.
Jim está preocupado por bailar en la boda, pero la salvación viene en forma de Stifler, quien ha tomado clases de baile, este le enseñará a Jim a bailar con la condición de que se le permita asistir a la boda y planificar la despedida de soltero, pero Jim le hace prometer que debe bajar el tono de su desagradable personalidad para los padres de Michelle. Mientras tanto, Stifler organiza la fiesta para todos en la casa de Jim, excepto Jim, que sin saberlo, ha organizado una "cena especial" para los padres de Michelle antes de la boda para explicar por qué va a ser un buen marido, y poder agradarles. Bear presenta a las señoritas Brandi (Amanda Swisten) y Oficial Krystal (Nikki Ziering), que interpretan roles, sumisos y dominantes respectivamente, con ellos.
De repente, la fiesta es abruptamente interrumpida por el inesperado regreso de Jim, Harold y Mary. Aunque los asistentes a la fiesta están cerca de tener éxito en mantener su presencia y sus actividades en secreto, la madre de Michelle abre un armario y se sorprende al encontrar en el interior a Kevin, casi desnudo y atado a una silla. Stifler explica que se trataba de un intento de hacer que Jim parezca un héroe que salió horriblemente mal, y los padres de Michelle aceptan esta explicación. Mary, incluso pide disculpas por poner demasiada presión sobre Jim, diciéndole que si él pone mucho esfuerzo en el matrimonio, ella puede darle su bendición.
Mientras la ceremonia se acerca, una serie de percances ocurren en los días previos al gran evento, incluyendo a la abuela de Jim que está disgustada de que Michelle no es judía, y Jim debiendo afeitarse el vello púbico, y luego deshacerse de él demasiado cerca de una ventila que hace que sea arrastrado todo en el pastel de bodas. En la noche antes de la boda, Stifler inadvertidamente interrumpe el suministro de energía del refrigerador, cortan la cadena de frío y lo convierte en un horno matando a todas las flores guardadas para la ceremonia. Anteriormente, Stifler, sin darse cuenta de la presencia de Candence, había revelado su verdadera personalidad grosera y desagradable. Enojado y aturdido, Jim le dice que se vaya, mientras todos los demás, incluyendo a Cadence, apoyan la decisión de Jim.
Sintiéndose culpable, Stifler convence a la florista local para elaborar un nuevo lote de flores, y alista a sus jugadores de fútbol para ayudar. Como un gesto de arrepentimiento, también regala unas rosas a Cadence, ante el asombro de Jim y Michelle. Movido por sus acciones, Candence se compromete a tener sexo con él antes de la ceremonia, pero la presencia de Stifler se retrasa por una breve reunión de agradecimiento de Jim entre sus padrinos de boda. Rápidamente al regresar al hotel, Stifler oye a alguien en el armario de suministros y pasos en el interior, pero debido a la escasa iluminación del armario, Stifler se da cuenta tarde de que en realidad está teniendo relaciones sexuales con la abuela de Jim, quien estaba en el armario para detener sus constantes quejas.
A pesar de los caóticos sucesos que condujeron a la boda, Michelle y Jim finalmente se casan, el padre de Jim, incluso comentando lo feliz que su madre de repente parece (marcado por sus guiños coquetos en dirección a Stifler). Durante el vals, Stifler baila con Candence mientras que Jim y Michelle rememoran viejos tiempos y Jim acaba diciéndole que son "el uno para el otro". Mientras tanto, Finch está sentado solo cuando la mamá de Stifler (Jennifer Coolidge) llega. A pesar de estar de acuerdo con que son más que uno para el otro, la señora Stifler menciona que tiene una suite doble, e invita a Finch a unirse a ella. La película termina con la mamá de Stifler y Finch en la bañera para dos de su suite, teniendo relaciones sexuales.

## Elenco
- Jason Biggs como Jim Levenstein.
- Seann William Scott como Steve Stifler.
- Alyson Hannigan como Michelle Flaherty.
- Eddie Kaye Thomas como Paul Finch.
- Thomas Ian Nicholas como Kevin Myers.
- January Jones como Cadence Flaherty.
- Eugene Levy como Noah Levenstein "Sr. Levenstein"
- Molly Cheek como Mamá de Jim.
- Deborah Rush como Mary Flaherty.
- Fred Willard como Harold Flaherty.
- Angela Paton como Abuela Levenstein.
- John Cho como John.
- Justin Isfeld como Justin.
- Eric Allan Kramer como Bear.
- Amanda Swisten como Brandi".
- Nikki Schieler Ziering como Krystal".
- Lawrence Pressman como Entrenador Head.
- Alexis Thorpe como Jennifer.
- Reynaldo Gallegos como Leslie Summers.
- Kate Hendrickson como Florista.
- Jennifer Coolidge como Janine Stifler/Madre de Stifler.
- Julie Payne como Sr. Zyskowski.

## Banda sonora
1. Times Like These - Foo Fighters
2. Anthem - Good Charlotte
3. Forget Everything - New Found Glory
4. The Hell Song - Sum 41
5. Swing Swing - The All-American Rejects
6. I Don't Give - Avril Lavigne
7. Laid - Matt Nathanson
8. The Art Of Losing - American Hi-Fi
9. Fever For The Flava - Hot Action Cop
10. Give Up The Grudge - GOB
11. Bouncing Off The Walls - Sugarcult
12. Come Back Around - Feeder
13. Any Ohter Girl - NU
14. Beloved - The Working Title
15. Calling You - Blue October
16. Honey & The Moon - Joseph Arthur
17. Into The Mystic - The Wallflowers
18. She's a maniac - Flasdance
19. Time to Heroes - The Libertines